# Llanon
Llanon är en ort i Storbritannien.   Den ligger i kommunen Ceredigion och riksdelen Wales, i den södra delen av landet, 290 km väster om huvudstaden London. Llanon ligger 24 meter över havet.
Terrängen runt Llanon är varierad. Havet är nära Llanon åt nordväst. Runt Llanon är det ganska glesbefolkat, med 43 invånare per kvadratkilometer. Närmaste större samhälle är Aberystwyth, 16,2 km norr om Llanon. Trakten runt Llanon består i huvudsak av gräsmarker.